# لاوسون بات
لاوسون بات (انگلیسی: Lawson Butt; ‏۴ مارس ۱۸۸۰ – ۱۴ ژانویهٔ ۱۹۵۶) هنرپیشه اهل انگلستان بود.
از فیلم‌ها یا برنامه‌های تلویزیونی که وی در آن نقش داشته‌است می‌توان به ده فرمان و رومئو و ژولیت اشاره کرد.